# 西多塞特 (英國國會選區)
西多塞特（英語：West Dorset），英國國會一郡選區，位於英格蘭西南部多塞特郡西部，包括西多塞特三十三個地方選區中的三十二個。
本區自1885年創設以來一直支持保守黨。2010年大選中自1997年以來任下議院議員的利凱輝以47.6%選票成功連任。